# Chaetodipus arenarius
Chaetodipus arenarius là một loài động vật có vú trong họ Chuột kangaroo, bộ Gặm nhấm. Loài này được Merriam mô tả năm 1894.
Đây là loài đặc hữu Baja California ở Mexico. 

## Miêu tả
Chúng đạt chiều dài khoảng 154 mm trong đó đuôi 86 mm, con đực lớn hơn một chút so với con cái. Lông mềm mại và khá mượt. Tai sẫm màu và có một mảng lông trắng nhỏ tại chân tai. Màu trên lưng thay đổi từ xám nhạt hoặc vàng da bò nhạt đến màu nâu sẫm, và có thể có một số sợi lông bảo vệ có mũi lông màu sẫm tối khiến cho lông khu vực này có vẻ lốm đốm.